# Eddie the Eagle
Eddie the Eagle es una película biográfica y de deportes estrenada en 2016, dirigida por Dexter Fletcher y escrita por Sean Macaulay y Simon Kelton. El film, protagonizado por Taron Egerton y Hugh Jackman, es un biopic acerca del esquiador británico Eddie "El águila" Edwards.
Fue producida por Matthew Vaughn, Adam Bohling, David Reid, Rupert Maconick y Valerie Van Galder.

Tuvo su premier mundial en el Festival de Cine de Sundance el 26 de enero de 2016. La película fue estrenada en Estados Unidos el 26 de febrero de 2016, por 20th Century Fox; y más tarde, el 1 de abril, en el Reino Unido, a través de Lionsgate.

## Argumento
En 1973, después de un largo período de tratamiento médico por dificultades para caminar, Michael Edwards, de diez años, sueña con la gloria olímpica, practicando en varios eventos olímpicos y fracasando miserablemente. Su madre lo apoya, mientras que su padre lo desanima constantemente. Cuando era un adolescente, renuncia a su sueño de participar en los Juegos de Verano a favor de esquiar en los Juegos de Invierno. Aunque tiene éxito en el deporte, los oficiales olímpicos británicos lo rechazan por ser grosero. Al darse cuenta de que podía formar parte del equipo como saltador de esquí (un deporte en el que el Reino Unido no había participado durante seis décadas), se traslada a un centro de entrenamiento en Garmisch-Partenkirchen, Alemania Occidental. Los saltadores más experimentados, especialmente el equipo noruego, lo menosprecian.
Edwards se entrena a sí mismo y, después de completar con éxito la colina de 15 metros (49 pies) en su primer intento, se lesiona en su primer intento en una pendiente de 40 metros (130 pies). El peluquero alcohólico Bronson Peary le aconseja a Eddie que se rinda, pero el espíritu tenaz de Eddie y el sentimiento compartido de ser un forastero convencen a Bronson de entrenar a Eddie. Peary es un ex campeón estadounidense de saltador de esquí que dejó el deporte a los veinte años después de un conflicto con su mentor, Warren Sharp, como Eddie aprende de Petra, la dueña de un café que lo acoge. Con muy poco tiempo para calificar para los Juegos Olímpicos de Invierno de 1988 en Calgary, Alberta, Eddie y Bronson emplean varios métodos poco ortodoxos para acondicionar y refinar la forma de Eddie, y completa con éxito la colina de 40 m.
Para calificar para la división olímpica británica en salto de esquí, Eddie solo necesita completar un salto desde una colina de 70 metros (230 pies). Logra aterrizar el salto con éxito, con una distancia de 34 metros (112 pies), ganando así un lugar en el Equipo Olímpico Británico. Sin embargo, los oficiales, en un esfuerzo por evitar que Eddie ensucie los Juegos de Invierno con sus habilidades de aficionado, cambian sus criterios y exigen que salte al menos 61 metros (200 pies). Aunque desanimado, Eddie decide continuar entrenando y se presenta en un circuito, sus saltos aumentan en longitud cada vez.
Mientras practica para el evento final antes de la fecha límite para la clasificación, aterriza un salto de 61 metros exactamente, pero pierde la marca en su salto oficial y es descalificado. Eddie decide regresar a casa para trabajar con su padre como yesero, pero recibe una carta que indica que su salto de práctica de calificación es válido y le dice a Bronson que es elegible para competir en los Juegos Olímpicos de Invierno. Bronson sugiere que espere hasta los juegos de 1992 y entrene durante los próximos cuatro años para tener una mejor oportunidad de ganar una medalla, preocupado de que hará el ridículo a sí mismo y a su país si sigue adelante, pero Eddie no se inmuta, ya que simplemente Competir en los Juegos Olímpicos fue siempre su objetivo.
Al llegar a Calgary, es despreciado por los otros competidores británicos, quienes lo emborrachan para que no asista a las ceremonias de apertura. A pesar de terminar último en el salto de 70 m con 60,5 metros (198 pies), Eddie establece un récord británico. Sus celebraciones triunfantes conquistan a la audiencia y los medios lo abrazan como Eddie "El Águila". Por teléfono, Bronson critica a Edwards por no tomarse el deporte en serio. Edwards se disculpa públicamente por sus payasadas y, queriendo asegurarse de no dejar los juegos sin reconocimiento, ingresa al salto de 90 metros (300 pies), que nunca antes había intentado. Bronson ahora viaja a los juegos para apoyarlo.
Después de una conversación alentadora con su ídolo Matti "The Flying Finn" Nykänen en el ascensor hasta la cima de la colina, Eddie aterriza milagrosamente en un salto de 71,5 metros (235 pies). Una vez más, ocupa el último lugar en el evento, pero sin embargo es aclamado por la audiencia y los televidentes de todo el mundo, lo que le valió el reconocimiento en el discurso de clausura del presidente del Comité Organizador de los Juegos Olímpicos, Frank King, quien dice: "Usted han batido récords mundiales. Han establecido muchos de sus propios récords personales y algunos de ustedes incluso se han elevado como un águila ". Los funcionarios olímpicos británicos lo aceptan a regañadientes.
Warren Sharp se reconcilia con Bronson, y Edwards regresa a casa como un héroe nacional, recibido por los fanáticos en el aeropuerto, así como por su madre y su padre; este último revela que lleva un jersey que dice "Soy el padre de Eddie" y dice que está orgulloso de él.

## Reparto
- Taron Egerton como Eddie "El águila" Edwards.
- Hugh Jackman como Bronson Peary.[2]
- Christopher Walken como Warren Sharp.[3]
- Iris Berben como Petra.
- Mark Benton como Richmond.[4]
- Keith Allen como Terry.
- Jo Hartley como Janette Edwards.
- Tim McInnerny como Dustin Target.
- Jim Broadbent como comentador de la BBC.

## Filmación
La grabación de la película se llevó a cabo en Alemania, en Austria, y en los Pinewood Studios de Londres, iniciando el 3 de mayo de 2015.

## Estreno
En marzo de 2015, fue anunciado por la 20th Century Fox que distribuiría la película en los Estados Unidos y que la fecha de estreno sería el 29 de abril de 2016. Ese mismo mes, Lionsgate anunció que había adquirido los derechos de distribución para el Reino Unido, con un estreno planeado durante la primavera de 2016. 

## Banda sonora
La banda sonora de la película estuvo a cargo de Gary Barlow -miembro de la banda Take That- y cuenta con la participación de artistas con gran difusión en la década de 1980, momento en que se sitúa la película, tales como Andy Bell -de Erasure-, OMD, Howard Jones, Holly Johnson -de Frankie Goes to Hollywood-, Marc Almond -de Soft Cell-, Kim Wilde, Jump -de Van Halen- y Tony Hadley -de Spandau Ballet-.

## Curiosidades
En un punto de la película se menciona como una curiosidad al equipo de bobsleigh de Jamaica, cuyo famoso caso inspiró otra película biográfica y deportiva, Cool Runnings (Jamaica bajo cero).